# Ricardo Palma Salamanca
Ricardo Palma Salamanca, né le 1er juillet 1969 à Santiago (Chili), est un guérillero chilien, membre du Front patriotique Manuel Rodríguez, un groupe armé d'extrême-gauche opposé à la dictature d'Augusto Pinochet.

## Biographie
Membre des Jeunesses communistes du Chili dès 1985, il est ensuite admis au sein des Milicias rodriguistas en 1986, puis du Front patriotique Manuel Rodríguez (FPMR), et prend part à plusieurs actions violentes.
Le 7 septembre 1986, il participe à une tentative d'attentat contre Pinochet dans les environs de Santiago. En juin 1989, il est impliqué dans l'assassinat du commandant Roberto Fuentes Morrison. Lorsque la dictature prend fin et que Patricio Aylwin est élu démocratiquement fin 1989, il refuse de déposer les armes. En mai 1990, il participe à l'assassinat du colonel Luis Fontaine. En octobre de la même année, il assassine le sergent Víctor Valenzuela Montecinos, ancien garde du corps de Pinochet.
Le 1er avril 1991, il assassine le sénateur Jaime Guzmán (UDI), l'un des principaux idéologues de la dictature de Pinochet. En septembre de la même année, il fait partie du groupe qui enlève et séquestre Cristián Edwards, fils du propriétaire de El Mercurio. 
Arrêté par la police le 25 mars 1992, il est accusé de l'enlèvement d'Edwards et de l'assassinat de Fontaine, Valenzuela et Guzmán. Au terme de son procès, il est condamné trois fois à la détention à perpétuité et une fois à 15 ans de prison.

### Évasion et cavale
Le 30 décembre 1996, Palma Salamanca et trois autres détenus (Pablo Muñoz Hoffmann, Mauricio Hernández Norambuena et Patricio Ortiz Montenegro) s'évadent de la prison de haute sécurité de Santiago dans laquelle ils sont incarcérés, grâce à l'intervention spectaculaire d'un hélicoptère. Il devient l'un des hommes les plus recherchés du Chili.
Après plus de 21 ans de clandestinité, pendant lesquelles il écrit deux livres (El gran rescate et Una larga cola de acero), il est arrêté le 16 février 2018 en France. Malgré la demande d'extradition formulée par le Chili, il obtient l'asile politique le 2 novembre de la même année.

## Publications
- Une Étreinte du vent, Chili - L’Évasion d’un jeune résistant à la dictature, Préface Cali, Éditions Tirésias, mai 2019, présentation éditeur.

## Sources
- Nathalie Birchem, L’un des hommes les plus recherchés du Chili obtient l’asile en France, La Croix, 5 novembre 2018, lire en ligne.

- Rédaction et AFP, La Cour d’appel de Paris refuse l’extradition d’un ex-guérillero chilien, Ouest-France, 23 janvier 2019, lire en ligne.

- Olivier Bras, «Au Chili, pas de reconnaissance pour les personnes qui ont lutté contre la dictature», Libération, 14 mars 2019, lire en ligne.

### Radio
- François Teste, Ricardo Palma Salamanca : évadé à vie, Une histoire particulière, France Culture, 2 épisodes : Un jeune guerillero sous Pinochet et « Êtes-vous un homme dangereux ? », septembre 2024, écouter en ligne.